# Kiss Me Goodbye (film)
Pour les articles homonymes, voir Kiss Me Goodbye.
Pour plus de détails, voir Fiche technique et Distribution.
Kiss Me Goodbye ou Embrasse-moi, je te quitte au Québec (Kiss Me Goodbye) est une comédie fantastique américaine coproduite et réalisée par Robert Mulligan, sortie en 1982. Il s’agit de l’adaptation du roman brésilien Dona Flor et ses deux maris (Dona Flor e Seus Dois Maridos) de Jorge Amado (1966), déjà adapté en film homonyme du brésilien Bruno Barreto (1976).

## Synopsis
Kay est veuve depuis trois ans, mais ne peut oublier son mari, Jolly. Elle tombe cependant amoureuse d'un professeur d'égyptologie. Elle reçoit alors la visite du fantôme de Jolly.

## Fiche technique
Sauf indication contraire, les informations mentionnées dans cette section peuvent être confirmées par la base de données cinématographiques IMDb,  présente dans la section « Liens externes ».
- Titre original et français: Kiss Me Goodbye
- Titre québécois : Embrasse-moi, je te quitte
- Réalisation : Robert Mulligan
- Scénario : Charlie Peters
- Musique : Ralph Burns
- Direction artistique : John V. Cartwright
- Décors : Philip M. Jefferies
- Photographie : Donald Peterman
- Montage : Sheldon Kahn
- Production : Robert Mulligan et Burt Sugarman

Production déléguée : Keith Barish
- Sociétés de production : Boardwalk Productions et Twentieth Century Fox
- Société de distribution : Twentieth Century Fox
- Pays d’origine :  États-Unis
- Langue originale : anglais
- Genre : comédie fantastique
- Durée : 101 minutes
- Date de sortie :
  - États-Unis : 22 décembre 1982

## Distribution
- Sally Field (VQ : Anne Caron) : Kay
- James Caan (VQ : Daniel Roussel) : Jolly
- Jeff Bridges (VQ : Hubert Gagnon) : Rupert
- Paul Dooley (VQ : Luc Durand) : Kendall
- Claire Trevor (VQ : Yolande Roy) : Charlotte
- Mildred Natwick : Mme Reilly
- Dorothy Fielding (VQ : Louise Turcot) : Emily
- William Prince : le révérend Hollis
- Maryedith Burrell (en) : Mme Newman
- Alan Haufrect : M. Newman
- Stephen Elliott (VQ : Yves Massicotte) : Edgar
- Michael Ensign : Billy
- Lee Weaver (en) : M. King

Version québécoise (VQ) sur Doublage Québec

## Production
La chanson du générique début But It's a Nice Dream est écrite par Peter Allen et chantée par Dusty Springfield.

## Nomination
- Cérémonie des Golden Globes 1983 : Meilleure actrice pour Sally Field.